# Schwarzenbach am Wald
Schwarzenbach am Wald (ufficialmente Schwarzenbach a.Wald) è una città tedesca di 5 059 abitanti, situata nel land della Baviera.